# Сиродутний процес

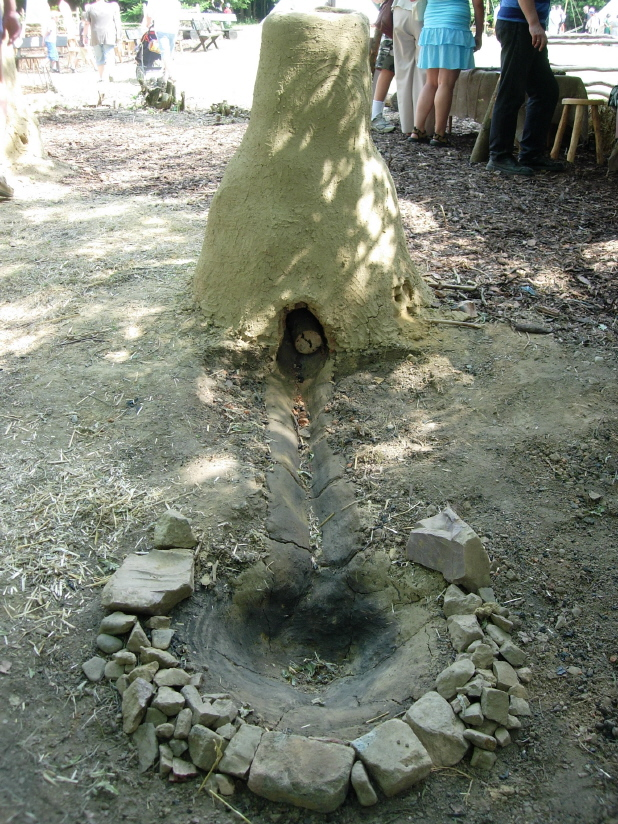
Сиродутне горно кельтського зразка. Реконструкція.

Сиродутний процес — отримання заліза безпосередньо з залізної руди у сиродутному горні або невеликій печі шахтного типу — штукофені (димарці). Продуктом сиродутного процесу є так зване губчасте залізо, просякане рідким шлаком. Обробкою молотами ще гарячого губчастого заліза з його шпарин видаляється шлак, при цьому метал набуває щільної структури і перетворюється на чисте залізо — крицю.
Поряд з виплавкою заліза у так званих «вовчих ямах», сиродутний процес є найстародавнішим способом одержання заліза з залізної руди.
Різновидом сиродутного процесу є кричнорудний процес.

## Історія
Сиродутний процес є найстародавнішим способом виробництва заліза, виник у 3-му або 2-му тисячолітті до н. е., викорнистовувався у окремих місцевостях до початку XX століття і навіть у ХХ столітті. Ймовірними першовідкривачами сиродутного процесу вважаються хатті, що населяли територію на сході Малої Азії.
Протягом тисячоліть, до появи доменного виробництва у XIV столітті, сиродутний процес на більшій території світу, зокрема у Європі, був єдиним способом отримання заліза з руди.
Спочатку сиродутний процес здійснювався у так званих сиродутних горнах, потім у більших за розмірами штюкофенах, бляуофенах, домницях, каталонських горнах.
Останнє вдосконалення сиродутних печей сягає кінця 19 століття (Фінляндія, тоді у складі Росії). У США остання партія сиродутного заліза була виготовлена у 1901 році. В другій половині 20-го століття сиродутний процес траплявся у окремих народів, зокрема Центральної Африки.

## Сиродутний процес

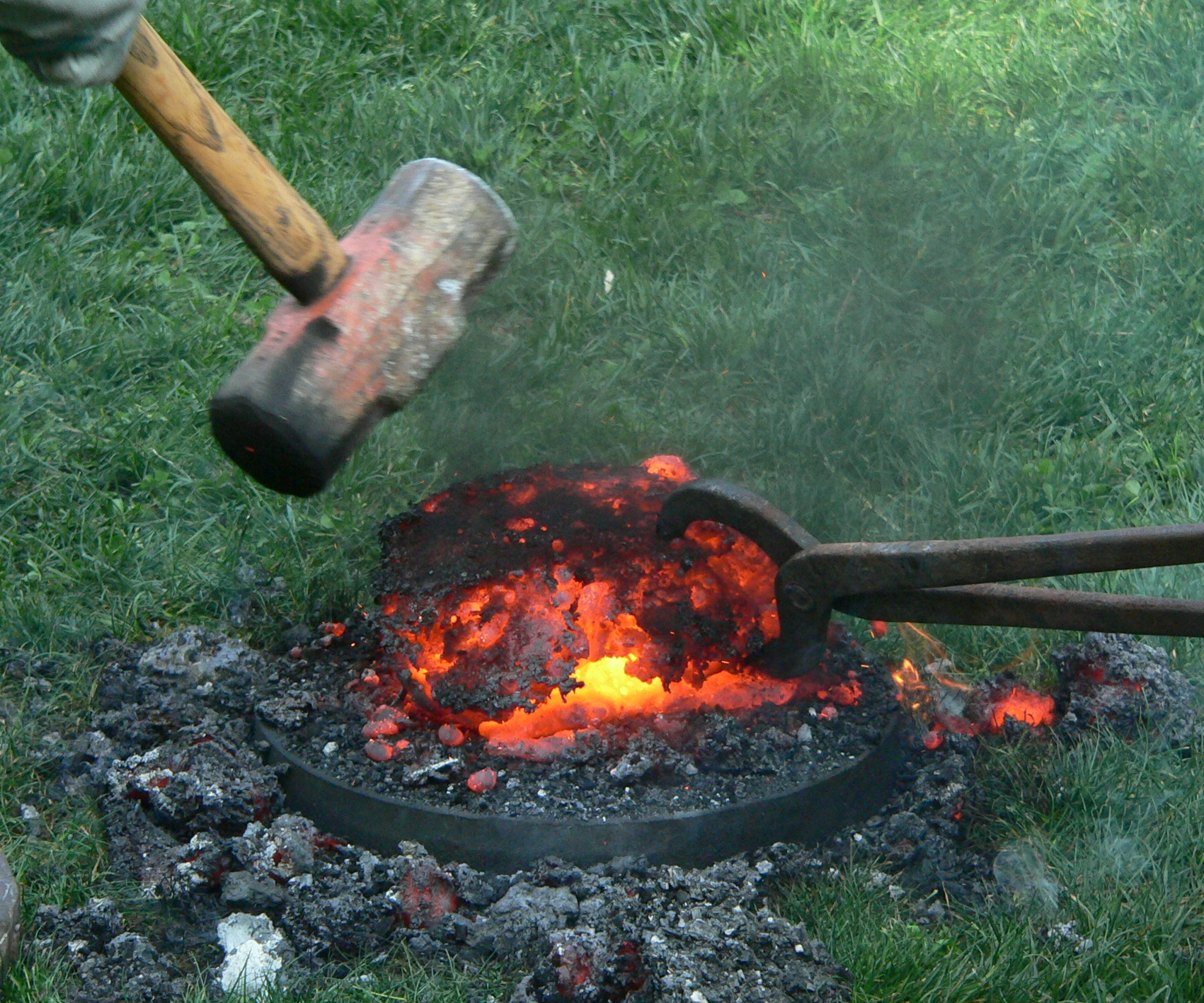
Губчасте залізо — продукт сиродутного процесу.

Кількість руди, завантаженої у сиродутне горно, досягала 20 кг.
Горіння деревного вугілля перед отвором у нижній частині печі у потоці холодного повітря відбувалося по реакціях:
С + О2 → СО2, (згорання вуглецю деревного вугілля до СО2): СО2 + С → 2СО (реакція утвореного СО2 з вуглецем деревного вугілля, при якій СО2 віддає кисень і утворюється СО), або
2С + О2 → 2СО.
СО підіймаючись далі через стовп руди, відновлює залізо з його оксидів.
3Fe2О3 + СО → 2Fe3О4 + СО2
Fe3О4 + СО → 3FeO + СО2
FeO + СО → Fe + СО2.
Горіння вуглецю за зазначеними реакціями потребує 4,4 м³ кисню на кожний 1 кг спаленного вуглецю. Через те, що приток повітря при природній тязі був слабким, невеликою була і кількість вуглецю, що згорав перед отвором за одиницю часу. В той же час теплові втрати через стінки горна і витрати тепла на відновлювання заліза з руди і шлаку були великими. Тому температури у нижній, найгарячішій частині горна не перевищували 1200–1250 °С (у сучасній доменній печі температури досягають 1900–2100 °С). Разом з тим газоподібні продукти горіння деревного вугілля, що складалися переважно з СО і N2, рухаючись угору в робочому просторі горна, при невеличкій висоті печі не встигали віддати повністю своє тепло руді і деревному вугіллю, тобто прогрівали їх відносно погано і покидали горно з температурою 800–900 °С. Слабо використовувалася і відновлювальна здатність пічних газів, вміст СО2 у газах, що відходили становив лише кілька відсотків. Недосконалість теплової роботи сиродутних горнів спричинювало велику витрату деревного вугілля, яка досягала 4–6 кг на 1 кг отриманого кричного заліза.
У шихту сиродутних горнів, окрім деревного вугілля, входили лише залізні руди. Флюси ще не були відомі. У міру вигорання деревного вугілля внизу горна, там звільнювався певний об'єм простору печі і шихта повільно опускалася у просторі горна і згори поступово підсипали шарами нові порції руди і палива. У горішній частині сиродутних горнів відбувалися процеси випарювання вологи шихти, розкладання гідратів і карбонатів. Відновлювання заліза відбувалося у всьому об'ємі горна, але через недостатній температурний рівень процесу далеко не все залізо могло відновитися з оксидів руди. Та частина заліза, що не встигла відновитися, потрапляла у шлак.
Утворення шлаку описується реакціями: FeO + SiO2 → FeSiO2
2FeO + SiO2 → Fe2SiO4.
Шлаки, що являли собою силікати заліза, мали температуру плавлення близько 1130 °С і тому у нижній частині горну розплавлялися.
Кінцевий шлак, що витікав з сиродутного горна, містив до 50–55 % FeO і понад те 10–15 % Fe2О3 (у складі закису-окису заліза FeO·Fe2О3). У сиродутному горні з кожних 100 кг залізної шихти у металеву крицю переходило заліза не більш як 60–70 кг. Вся інша маса заліза (30–40 кг) не відновлювалася і втрачалася зі шлаком, що витікав з горна. Шлак після застигання був чорного кольору через наявність у ньому FeO (вже 1 % FeO робить шлак чорним, а його було 50 % і більше). Чорний залізістий фаялітовий шлак, маючи значну текучисть при температурах, що були у нижній частині горна (1100–1250 °С), безперервно витікав з отвору у нижній частині горна, накопичуючись у спеціальній ямі перед горном. Основність шлаку сиродутних горнів не перевищувала 0,1–0,3, тому реакція знесірчення металу: FeS + CaO → CaS + FeO
майже не відбувалася, вся сірка руди переходила у крицю. Сірка є поганою домішкою для заліза бо надає йому червоноламкості (такий метал погано кувати). Якісний метал отримували з чистих по сірці руд.
Часточки твердого губчатого заліза з'являлися у сиродутному горні ще до утворення шлаку. Починався процес навуглецювання металу при контакті його з окисом вуглецю і вуглецем деревного вугілля. У нижній частині горну навуглецьовані частинки губчатого заліза потрапляло у масу рідкого залізистого шлаку, що містив до 50–55 % FeO. Кисень FeO відбирав у заліза розчинений у ньому С, що призводило до інтенсивного зневуглецювання чавуну залізистим шлаком, що приводило до отримання продукту, що містив не більш як 0,5 % С (частіше < 0,3 % С).
Нагрів горна до 1000–1150 °C був достатнім для відновлювання заліза, однак недостатнім для його розплавлення.
Такий продукт, маючи температуру плавлення не нижче 1400 °C не міг розплавитися у горні, де максимальна температура перед отвором не перевищувала 1200–1250 °C. Нагріті до тістоподібного стану пластичні часточки заліза, злипаючись і зварюючись разом на черені горну, утворювали м'який (але не рідкий) шматок заліза — крицю, насичену шлаком. Криця від старослов'янського «кръч» — коваль. Пористу крицю, насичену шлаком, у розжаренному вигляді витягали з горна, видушували шлак під пресом і проковували. Після прибирання з криці шлаку, вона ставала придатною для виготовлення різноманітних виробів. Кричне маловуглецеве залізо добре кувалося, але не дозволяло отримувати ливарних виробів.
Висота горну могла складати від 0,5 до 2,5 м, за одну плавку у ньому отримували від 8 до 80 кг заліза.
Для витягання криці з горну доводилось ламати передню стінку горну, а потім її відновлювати. Переривчастість сиродутної плавки була одним з головних недоліків, що зумовив низьку продуктивність горнів. До найзначніших недоліків сиродутного процесу належать низька температура зони горіння деревного вугілля і ступінь використання енергії газів, високий рівень втрат заліза зі шлаком, переривчастість процесу.